# ミンスエ
ミンスエ（ビルマ語: မြင့်ဆွေ、ALA-LC翻字法: Mraṅʻ' Chve、ビルマ語発音: [mjɪ̰n sʰwè]、慣用ラテン文字転写: Myint Swe、1951年6月24日 - 2025年8月7日）は、ミャンマーの政治家、軍人。
2018年3月21日より同30日まで大統領代行を務めた。2021年2月1日に発生した軍事クーデターによって身柄を拘束されたウィンミンに代わり、再び大統領代行を務めたが、2024年7月22日に病気治療を理由に国軍最高司令官ミン・アウン・フライン上級大将に大統領代行を移譲した。

## 概要
モン族出身。1971年にビルマ国軍士官学校を卒業後、ヤンゴン軍区11師団師団長、ヤンゴン軍区司令、ヤンゴン管区首相を歴任した。
2012年には副大統領候補に選ばれたが、彼の義理の息子がオーストラリア市民権を持っていたことがわかり、立候補を却下された。なお、義理の息子はその後オーストラリア市民権を放棄し、ミャンマー国籍を取得したという。
2016年3月15日、ティンチョーが大統領に選出された際、ミンスエは他の一人ヘンリーバンティオと共に副大統領に選出された。大統領が辞職、死亡した場合などに一時的に大統領代理となる。軍政期に長期独裁を担ったタンシュエとの関係が深いとされ、米国の経済制裁リストにも名前が載っている。2018年3月21日から30日にかけて、ティンチョーの辞任に伴い暫定大統領に就任。
2021年2月1日に国軍が企図したクーデターによりウィンミン大統領ら政府首脳が身柄を拘束され、軍出身で第一副大統領のミンスエが大統領代行に就任し、1年間の非常事態宣言を発令した（2021年ミャンマークーデター）。
2024年7月18日、ミャンマーの国営メディアはミンスエが末梢神経障害に苦しみ、同年初頭から治療中と報じている。同年7月22日に医療休暇を取得し、同日から大統領代行の職務をミン・アウン・フラインに委ねた。
2025年8月7日朝、ネピドーの軍事病院にて死去。74歳没。